# Carcassonne
 For alternative betydninger, se Carcassonne (flertydig). (Se også artikler, som begynder med Carcassonne)
Carcassonne (occitansk: Carcassona) er en befæstet by i den sydfranske region Occitanie og administrationsby (préfecture) i departementet Aude. Carcassonne tilhørte den historiske provins Languedoc. Byen er delt i to af floden Aude. På flodens højre bred ligger den øvre befæstede Cité de Carcassonne med sin middelalderbebyggelse og sine dobbelte bymure, som giver et billede af befæstningskunsten helt fra 500-tallet til 1300-tallet. Den nedre bydel på venstre bred, Bastide Saint-Louis eller Ville Basse (nedre by), er stærkest befolket og ekspanderende. De to bydele er forbundet med broerne Pont vieux og Pont neuf.
Fæstningsbyen i Carcassonne kom på UNESCOs liste over verdensarvsområder i 1997.

## Geografi
Carcassonne ligger nord for Pyrenæerne, 53 km vest for Narbonne, 90 km sydøst for Toulouse og 800 km syd for Paris. Byen ligger på sletten mellem Pyrenæerne og det franske Centralmassivet, og to store trafikruter har krydset Carcassonne siden antikken:  Vejen mellem Garonnedalen ved Atlanterhavet og Middelhavet samt ruten mellem Centralmassivet og Spanien langs Pyrenæerne. Canal du Midi, som forbinder Middelhavet og Atlanterhavet, går gennem den nedre bydel i Carcassonne. Kanalen kom på UNESCOs liste over verdensarvsområder i 1996.
Carcassonne Lufthavn ligger tre kilometer vest for byen.

### Klima
Carcassonne har middelhavsklima med tør, varm sommer, mildt efterår og vinter og forår uden meget regn. Det sner i gennemsnit kun syv dage pr. år, mellem december og marts. Dage med frost er også sjældne. Stærkest nedbør kommer i oktober og i april. Om sommeren kommer nedbøren stort set som tordenvejr. Uvejr kan blive ganske voldsomme med hagl, noget som kan være ødelæggende for vingårdene. Carcassonne har også en del vind, gennemsnitlig mere end 117 dage pr. år med vindstyrke over 55 km/h.
| Måned                                           | J    | F    | M    | A    | M    | J    | J    | A    | S    | O    | N    | D    | Årlig |
| ----------------------------------------------- | ---- | ---- | ---- | ---- | ---- | ---- | ---- | ---- | ---- | ---- | ---- | ---- | ----- |
| Temperatur (gennemsnit i °C)                    | 5,9  | 7,2  | 9,1  | 11,7 | 15,3 | 19,1 | 22,1 | 21,5 | 19   | 14,8 | 9,6  | 6,7  | 13,5  |
| Nedbør (gennemsnit i mm fra perioden 1961-1990) | 67,3 | 67,7 | 64,8 | 71,5 | 62,3 | 43,0 | 29,1 | 43,2 | 46,1 | 74,0 | 56,7 | 69,4 | 695,1 |
| Kilde: Météo France                             |      |      |      |      |      |      |      |      |      |      |      |      |       |

Byen blev ramt af oversvømmelse fra floden Aude flere gange i 1872 og 1875. En af de kraftigste oversvømmelser var i 1891, da vandstanden steg med 8 m og de lavere områder af byen blev oversvømmet. I august 1912 blev byen ramt af en tornado som forårsagede store skader.

## Historie
Første tegn på bosætning i området er dateret til omkring 3500 f.Kr. I 500-tallet f.Kr blev en befæstet by (oppidum) med det keltiske stednavn Carsac etableret to kilometer syd for dagens Carcassonne. Den havde sandsynligvis en iberisk befolkning. Byen blev et godt handelssted for områderne fra Aude til Middelhavet.

### Gallo-romersk periode
Det galliske folk Volcae Tectosages fra Centraleuropa overtog byen omkring 300 f.Kr. De bekæmpede byens befolkning, og slog sig ned hvor Carcassonne ligger i dag.
Omkring 120 f.Kr. blev byen en del af den romerske provins Gallia Transalpina, senere omdøbt til Gallia Narbonensis. Byens strategiske beliggenhed førte til at romerne befæstede bakketoppen og gjorde byen til colonia af Julia Carsaco, senere Carcasum. De ældste mure i Carcassonne og størstedelen af de nederste stenrækker på bymuren mod nord dateres til galloromersk tid.
Denne periode karakteriseres af mure som strækker sig mellem ganske tæt placerede runde eller kvadratiske tårne. Begge dele er lavet for at modstå angreb. Murene mellem tårnene går i "zigzag", fordi lige mure var mere sårbare. Af over 30 gallo-romerske tårne er kun tre bevaret: Moulin du Connétable, Moulin du Vieulas og Marquière. Disse tårne dominerer nordfacaden. Marquière-tårnet er mest autentisk, de to andre tårne fik de øverste dele ombygget i 1200-tallet.

### Vestgotisk periode
I 462 overgav romerne officielt den vestre del af Gallia Narbonensis, Septimanien, til den visigotiske konge Theoderik 2., som havde belejret Carcasum siden 453. Han fortsatte udbygningen af fæstningsværkerne i byen, nu kaldt Carcasona, som forblev en grænseby mod nord. Visigoterne kopierede den gallo-romerske arkitektur, og det er vanskeligt at skille deres byggearbejde fra de ældre konstruktioner. Meget af det, de byggede, står stadig. Theoderik skal også have påbegyndt opførelsen af basilikaen som nu er dedikeret til St. Nazarius. Tidligt i 500-tallet, antagelig i 533 eller kort tid efter, blev Carcasona bispesæde sammen med Agde og Maguelone. Der skal have være blevet bygget en visigotisk katedral, men den findes der ikke spor efter i dag. Den første biskop, hvis navn er bevaret kendt for eftertiden, var Sergius (kildebelagt 589).

### Saracensk og frankisk periode
I 508 slog visigoterne angreb fra den frankiske konge Klodevig 1. tilbage. I 725 indtog muslimske saracenere fra Barcelona imidlertid Carcassonne, og byen fik navnet Carchachouna. Den frankiske konge Pipin den lille drev saracenerne bort i 759. I 760 havde Pipin taget størstedelen af Sydfrankrig, men han var ikke i stand til at indtage den ugennemtrængelige fæstning i Carcassonne.
Legenden om Dame Carcas opstod under disse begivenheder: Enken efter saraceneren Balaak brugte krigslist for at forsvare Carcasona mod Karl den Stores tropper. Hun gav ordre om at kaste en velfødt gris ud fra ringmuren for at give indtryk af, at byen havde masser af mad og velfyldte lagre. Det siges, at angriberne skal have givet op og forladt byen umiddelbart efter dette. For at annoncere og sprede disse gode nyheder, ringede (fransk: sonner) Dame Carcas med byklokkerne. Legenden siger, at det er sådan, bynavnet Carcas sonne er opstået. Legenden har imidlertid en kronologisk fejl, siden Karl den Store (Pipins søn) overtog tronen længe efter disse begivenheder.

### Middelalderen

#### Trencaveldynastiet
Efter Karl den Stores død tog feudalsystemet over i det opstykkede land. I 1067 blev ejendommen Carcassonne overført til Ermengard, vicomtesse af Agde og Béziers. Hun var gift med Raimond Bernard Trencavel, vicomte af Albi og Nîmes (vicomt er egentlig vicecomte, det vil sige vicegreve på dansk, også kaldt borggreve). I 1082 blev Trencavel myrdet, og sønnen, Bernard Aton Trencavel, udråbte sig selv til vicomte af Carcassonne og desuden af Albi, Nîmes og Béziers. Carcassonne var underlagt Trencaveldynastiet frem til 1209, og denne periode var fyldt med velstand og stor indflydelse. Skatter fra handel førte gode indtægter med sig for byen og vicomten. Byen blev inddelt i 16 châtellenies med hver sin vasal som havde ansvar for forsvar af sin del af byen. Trencavelfamilien var hele tiden udsat for rivalisering mellem de to mægtige naboer, Barcelona og Toulouse, og indgik alliancer med hver af dem efter tur.
I denne periode blev der opført flere nye bygninger, og mange af de ældre konstruktioner blev restaureret. Grundstenene til katedralen St. Nazarius blev velsignet af Pave Urban 2. i 1096. Paven var da rejst til Carcassonne for at overbevise Bernard de Trencavel om at slutte sig til det korstog, som på den tid blev organiseret.
Katedralen skulle være en bastion mod byens mange kættere (ordet kætter kommer fra ordet kathar af græsk katharos, som betyder ren). Trencavelfamilien byggede også slottet Château Comtal, som blev påbegyndt i 1130. De visigotiske tårne og de gallo-romerske mure, som var i dårlig forfatning efter mange angreb op igennem århundredene, blev restaureret, og tårnene blev forhøjet.